# Coleman L. Blease
Coleman L. Blease (Newberry, 1868. október 8. – Columbia, 1942. január 19.) az Amerikai Egyesült Államok szenátora (Dél-Karolina, 1925–1931).